# 伊勢錦清
伊勢錦 清（いせにしき きよし、1902年2月23日 - 1967年6月20日）は、三重県三重郡朝日村小向（現在の朝日町）出身で清見潟部屋、出羽海部屋に所属した元大相撲力士。8代清見潟。本名は井上 清（旧姓水谷）。6代清見潟の勢力忠四郎は伯父にあたる。176cm、90kg。得意は左四つ、寄り。最高位は東十両9枚目。

## 来歴
実父の兄が、6代清見潟であり、長兄が伯父の跡を継ぐために養子入りして力士になったが、病気のために断念した。そこで、四男であった当人が、上京して1919年5月に入門、清見洋の四股名で初土俵を踏んだ。1920年5月場所10日目に新序三番出世、この間、1920年1月7日に伯父が没し、当面は岩木山孫平が二枚鑑札となることになった。1922年5月に伊勢錦に改名、1923年1月に三段目昇進、6代未亡人の養子となり井上姓になった。なお、それまでの清見潟も代々、先代に養子入りし、井上姓となっている。1927年1月に幕下昇進。1930年3月限りで、7代清見潟が健康上の理由で角界を去り、弟子たちは岩木山謙治郎は山科部屋、伊勢錦は出羽海部屋へと転籍となった。1931年1月に新十両昇進して、その場所3勝8敗。翌3月も十両の地位にあったが、出羽海の遺言により引退し、8代清見潟を襲名した。当時の年寄襲名資格は「百七十六日全勤ノ十両格（年4場所11日制のため、4年16場所全勤）」が条件であったが、「十両以上ノ力士ニシテ師匠の名跡ヲ継承セントスル場合ニ限リ、理事会ノ承認ヲ経タルトキハ本文ノ制限ニヨラサルコトヲ得」という内規のため、十両在位1場所で年寄となった。以後、出羽海部屋に所属し、後進も指導にあたり、協会では勧進元を2回（1935年1月、1944年1月）、木戸部長を1944年1月場所後から1945年11月27日まで務めた。商売上手としても知られ、6代未亡人が経営していた待合、芸妓屋を引き継ぎ、旅館も経営していた。1967年2月22日に定年退職したのち、6月20日に脳軟化症のため死去した。清見院浄譽潟榮顕道居士と諡号され、六本木御苑の清見潟井上家之墓に6代と合葬された。

## 成績
十両1場所3勝8敗

## 改名
清見洋→伊勢錦